# Margareta Gynning
Eva Margareta Helene Gynning, född 1953, är en svensk feministisk bildpedagog, konstvetare och före detta museiintendent
Gynning disputerade 1999 i konstvetenskap på avhandlingen Det ambivalenta perspektivet: Eva Bonnier och Hanna Hirsch-Pauli i 1880-talets konstliv. Gynning var verksam vid Nationalmuseum i Stockholm till sin pension 2021. 

## Utgivning i urval
- Gynning, Margareta (1988). Lollo Fogelström, Louise Robbert ; texter: Anne Aaserud ; översättning: Carla Enbom, Monica Rennerfelt ; foto: Sven Calissendorf. red. ”Eva Bonnier: 1857–1909”. De drogo till Paris (Stockholm: Liljevalchs konsthall):  sid. 42–50, färgill. sid. 66–69. Libris 3063053
- Gynning, Margareta (1992). ”Ett ambivalent perspektiv: en porträttstudie”. Kvinnovetenskaplig tidskrift (Stockholm) 1992:1 (13):  sid. 16–28. ISSN 0348-8365. ISSN 0348-8365 ISSN 0348-8365. Libris 3024545
- Gynning, Margareta (1999). Det ambivalenta perspektivet: Eva Bonnier och Hanna Hirsch-Pauli i 1880-talets konstliv. Stockholm: Bonnier. Libris 8345213. ISBN 91-0-056898-8
- Bonnier, Eva; Gynning Margareta (1999). Pariserbref: konstnären Eva Bonniers brev 1883–1889. Klara förlag. Libris 7453478. ISBN 91-630-7567-9